# Hexágono cognitivo
En 1970 la Fundación Alfred P. Sloan promovió investigaciones orientadas a definir cuáles ciencias estaban incluidas entre las ciencias cognitivas. Así en 1978 se propuso el hexágono cognitivo, las ciencias cognitivas serían seis, este describe las interrelaciones de los seis campos científicos convergentes hacia el emergente núcleo teórico de la nueva ciencia de la mente o ciencia cognitiva. Éste polígono representativo de la Ciencia Cognitiva como campo interdisciplinario emergente, presentado en 1985, en el libro "The Mind's New Science: A History of the Cognitive Revolution" (La nueva ciencia de la mente: Historia de la Revolución Cognitiva) del psicólogo e investigador Howard Gardner.

Relaciones entre las ciencias cognitivas

Los nuevos programas académicos han continuado haciendo referencia al esquema de Gardner, con ciertos cambios que en realidad amplían las posibles ciencias que participan en el proyecto, a decir:
- La Filosofía, especialmente en subáreas como la Lógica, la Gnoseología, la Epistemología y la filosofía u ontología de la mente.
- La Psicología, o psicología cognitiva, que se encarga del estudio teórico y experimental de la cognición, que incluye facultades como la percepción, la memoria, la imaginación, la emisión de juicios y el estudio de las distintas formas de razonamiento.
- La Lingüística, descriptiva y teórica, especialmente a partir de los estudios de la gramática y fonología generativa.
- La Computación electrónica, en particular a partir del surgimiento de la Inteligencia Artificial y la robótica inteligente.
- La Neurociencia, que integra diversas subáreas, como la neuroanatomía, la Neurofisiología, la Neuroquímica, la Neurobiología evolutiva, entre otras.
- La Antropología, que involucra la dimensión social y cultural, incluyendo los procesos cognitivos Filogenéticos.